# Interleucina 7
La interleucina 7 es una citoquina de 27 kDa producida por las células del estroma de la médula ósea y por los fibroblastos. Actúa sobre los progenitores linfoide inmaduros, induciendo su desarrollo.